# ミズ (敬称)
ミズ（Ms または Ms. ）[ˈmɪz] は、英語における敬称の一つであり、女性のラストネーム（姓）またはフルネームに対して使用される。配偶者の有無に関わらず、女性のデフォルトの敬称として使用することを目的としている。

## 概要
ミス (Miss) やミセス (Mrs) と同様に、かつて全ての女性に対して使われていた英語の敬称「ミストレス (Mistress)」が語源である。「ミストレス」は17世紀に起源を持ち、20世紀に主流の用法に復活した。
イギリスと多くのイギリス連邦諸国では、通常ピリオドはつけない。一方でアメリカ合衆国やカナダでは、通常ピリオドをつける。Msの複数形はMses [ˈmɪzəs]であり、Ms.'sと綴る。

## 歴史
MissとMrsはミストレスから派生したものであり、それはミスター (Mr) と同様に配偶者の有無を示さない敬称だった。ミズは20世紀になって普及した。
配偶者の有無を示さない女性の敬称が現代に復活することになった最も初期の提案として知られているのは、マサチューセッツ州スプリングフィールドの新聞『リパブリカン (The Republican)』の1901年11月10日の以下の記事である。
英語には欠如やある程度の間違いはあるが、我々はそれを補完することを約束する。ある女性が既婚か未婚かを知らないことで恥ずかしい立場に置かれたことは誰にでもある。未婚女性にミセスと呼びかけることは、既婚女性にミスと呼びかけて侮辱することよりも悪い。しかし、事実を知ることは必ずしも容易ではない。……

明らかに、今必要とされているのは、彼女が既婚か未婚かについていかなる見解も表明せずに、女性に敬意を表するより包括的な用語であり、2つの紛らわしい言葉を保持するよりも、単純で論理的である。略語 "Ms" は単純で書きやすく、関係者は状況に応じて適切に言い換えできる。口頭での使用のために "Mizz" と表記されるかもしれない。不明瞭に言ったMis' はMissやMrsに似ており、多くの牧歌的な地域での長い普遍的な慣行に合わせることができる。
この言葉はまた、1951年の『アメリカビジネス執筆協会会報 (Bulletin of the American Business Writing Association)』や1952年の全米オフィス管理協会が発行した『平易な手紙(The Simplified Letter)』などの出版物で、ビジネスレターを書く際の便利さが示唆された。
1961年、シェイラ・マイケルズは、ルームメイト宛に送られた雑誌の宛名ラベルに誤記があるのを見て、この用語を使用しようとした。マイケルズは「男性に『属して』いない女性の敬称を探していた」と述べた。彼女は、今日では一般的な用語のミスとミセスが「ミストレス」から派生したことを知っていたが、ミストレスは今ではいかがわしい意味合いで使われており、それをそのまま女性の敬称として使うことはできないと考えた。新しい敬語の使用を促進するという彼女の努力は最初は無視された。 
1969年、The Feministsグループのラジオインタビューにおいて、マイケルズはミズ (Ms.) の使用を提案した。フェミニズム活動家グロリア・スタイネムの友人がそれを聞き、彼女の新しい雑誌のタイトルとしてそれを提案した。雑誌『ミズ』は1972年1月に創刊され、「ミズ」という言葉が広く使われるようになった。1972年2月、米国政府印刷局は、公式の政府文書にミズを使用することを承認した。1976年、マーベル・コミックはミズ・マーベルという新しいスーパーヒーローを「初のフェミニストスーパーヒーロー」として発表した。
ウィリアム・サファイアのような非性差別的な言葉に公に反対している者でさえ、米国議会議員ジェラルディン・フェラーロの一件によって、ミズが英語で定着したと確信した。1984年に米国の副大統領候補だったフェラーロは、夫の姓（ザッカーロ Zaccaro）ではなく自分の出生時の姓を公的に使用していた。サファイアは、彼女のことを、（彼女は既婚なので）「ミス・フェラーロ」と呼ぶのも、（夫はフェラーロではないので）「ミセス・フェラーロ」と呼ぶのも誤っており、また「ミセス・ザッカーロ」と呼ぶと読者を混乱させることになると指摘した。

## 使用
「ミズ」をどのような場合に使うか、あるいは常に使うべきであるかどうかについての提案は様々である。
『デイリー・テレグラフ』はスタイルガイドで、「ミズ」は相手が自分で要求した場合にのみ使用されるべきであり、「その女性がミスなのかミセスなのかが分からないからといって使用されるべきではない」としている。一方、敬称の使用を社説のみに限定している『ガーディアン』では、スタイルガイドの中で「ミスやミセスに対する嗜好を表明していない限り、女性にはミズを使用する 」としている。『エコノミスト』は、一般的に採用される称号を使用するとしているが、「ミズ」 は「見苦しい (ugly)」敬称であると警告している。BBCアカデミーのスタイルガイドは、「ミス、ミセス、ミズの間で選ぶ際に、彼女自身がどれを使っているのかを調べ、それを使用する」としている。『ニューヨーク・タイムズ』は、ミセス・ミス・ミズの3つ全ての使用を受け入れ、個人の好みに従うとしている。
"Debrett's Peerage and Baronetage" の編集者チャールズ・キッズなど、エチケット評論家や一部の著名な人物からは、「ミズ」の使用は支持されていない。彼は、その使用法は「あまり役に立たない」とし、「（自分は）既婚女性には、例えば『ジョン・スミス夫人』と話しかけるように育てられた」と主張した。デブレッツ社自体も、夫の名前を名乗らないことを選択した既婚女性の場合について、「見苦しく聞こえるミズは問題が多い。多くの女性がこの当たり障りのないエピソードを想定しているが、公的な手紙を扱うときにそれを使用することは正しくない」と表明している。イギリス保守党の元国会議員アン・ウィデクームは、「私にはミズの論点が分からないし、それを問題として見ることもできない」と述べている。作家・ジャーナリストのジェシカ・フェローズは、ミズの敬称を「不愉快(ghastly)」と述べている。クイーンズ・イングリッシュ・ソサエティは、ミズの使用を「何かを略したものではない略語」であると批判しており、「一部の女性が自らの配偶者の有無を明らかにすることに敏感になったため生じた言語上の不一致」とした。
一方で、特にビジネスの目的において「ミズ」をデフォルトで使用することは、ジュディス・マーティン（ミス・マナーズ）ら一部のアメリカの情報源によって支持されている。ビジネスに関して、エミリーポスト協会は、「女性がミセスと呼びかけられることを望んでいることをあなたが積極的に知らない限り、ミズはデフォルトの呼びかけ方である」と述べている。The American Heritage Book of English Usageでは、「ミズを使用すると、誰かをミセスまたミスのどちらで呼ぶべきか判断するのに当て推量が不要になる。あなたはミズを使っていれば間違えることがない。呼びかける女性が既婚か未婚か、姓が変わったかどうかに関わらず、ミズは常に正しい」としている。